# Спрэгг, Эдвард
Эдвард Спрэгг (англ. Edward Spragge; 1620 — 21 августа 1673) — английский корсар ирландского происхождения, позже адмирал английского Королевского флота XVII столетия. Он был пламенным, искусным моряком, который воевал во многих великих сражениях после реставрации короля Карла II в 1660 году.

## Биография
Спрэгг был сыном Личфилда Спрэгга из Роскоммона, Ирландия, и его жены Мэри Легг (сестры Уильяма Легга), а также внуком Джона Спрэгга, который приехал в Ирландию в период правления Елизаветы. Его отец был убит примерно в 1645 году во время гражданской войны, когда он был королевским губернатором Роскоммона.
Есть сведения, что Эдвард Спрэгг был рабом в Алжире, прежде чем он принял участие в Английской гражданской войне с 1648 года в королевской военно-морской эскадре принца Руперта. После войны он остался верен Стюартам. Когда роялистский флот был разогнан в 1651 году, он начал работать на голландцев в роли капера в Первой англо-голландской войне, что объясняет, почему некоторые из его давнишних коллег испытывали смешанные чувства к нему. Он был очень популярен среди простых моряков несмотря на его кипучий характер; как выразился Сэмюэл Пипс, «он был весёлым человеком, поющим приятные песни». После 1653 года он стал пиратом, связанным с фламандской семьёй Коллартов, группой дюнкеркских корсаров, которая после французского завоевания Дюнкерка в 1646 году также была вынуждена искать работу в другом месте. Спрэгг женился на Кларе, дочери знаменитого капера Якоба Колларта, губернатора Дюнкерка. Он часто сталкивался с судами Содружества, когда работал на испанцев в качестве капера в англо-испанской войне.
После Английской реставрации Спрэгг был помилован Карлом II и награждён за свою преданность должностью капитана корабля «Drake». Всякий раз, когда Карлу был нужен посланник в Испанские Нидерланды, он часто использовал Спрэгга из-за его хороших связей.
Его первым морским боем с голландцами было Лоустофтское сражение в 1665 году, после которого он был посвящен в рыцари на борту корабля «Royal Charles» за его доблестное поведение в качестве капитана «Lion» (52 пушки) под командованием принца Руперта, который благоприятствовал его карьере. Затем Спрэггу было дано командование «Триумфом» (72 пушки).
В следующем году он был контр-адмиралом Зелёной эскадры на Dreadnought (58 пушек) под началом принца Руперта в Четырёхдневном сражении, где принимал участие только в последний день битвы. Он был вице-адмиралом Синей эскадры на Victory (82 пушки), под началом Джеремии Смита в сражении в день Святого Иакова. Несмотря на общую победу англичан, английский арьергард был побеждён и разгромлен лейтенантом-адмиралом Корнелисом Тромпом. Спрэгг чувствовал себя настолько униженным этим ходом событий (в том числе потому, что он был публично осуждён за трусость своим врагом Робертом Холмсом), что он стал личным врагом Тромпа, поклявшись убить его. На такое отношение также повлиял слух о том, что Тромп заметил, что Спрэггу впредь лучше позволить командовать эскадрой своей жене, которая, без сомнения, хорошо подготовлена к этому, учитывая её происхождение.
Но Тромп был снят со службы в нидерландском флоте в августе 1666 года. После катастрофы рейда на Медуэй, где Спрэгг присутствовал, но не смог организовать эффективное сопротивление против голландских рейдеров, Англии пришлось заключить мир с Соединёнными провинциями и Вторая англо-голландская война подошла к концу. Вследствие этого Спрэгг был высмеян в сатире Эндрю Марвелла за то, что он не смог защитить форт Ширнесс.
В 1670 и 1671 годах вице-адмирал сэр Эдвард Спрэгг сражался с берберскими пиратами на Revenge. Весной 1671 года он шёл с флотом в Беджаю, недалеко от Алжира, где 8 мая после острой стычки он сжёг и уничтожил десять пиратских кораблей.
В 1672 году началась Третья англо-голландская война, которая дала Спрэггу шанс расправиться со своим старым врагом Тромпом. В это время Руперт и Спрэгг стали соперниками, последний стал ревновать к тому, что не был назначен верховным главнокомандующим. Спрэгг командовал Красной эскадрой на London в сражении при Солебее в 1672 году и Синей эскадрой на новом Prince Royal (100 пушек) в двойном сражении при Схооневелте в 1673 году. В этих последних битвах при Схооневелте он искал Тромпа, вернувшегося на флот в 1673 году, и сражался с ним с ещё большой яростью, но безрезультатно. Спрэгг публично поклялся перед королём Карлом II, что в следующий раз он либо убьёт, либо пленит своего старого врага Тромпа во что бы то ни стало.
В четвёртой битве войны, сражении при Текселе 21 августа 1673 года, Спрэгг и Тромп, командовавшие каждый своим арьергардом, снова неоднократно сходились в битве, и каждый из них из-за повреждений своих кораблей был вынужден дважды пересаживаться на новые корабли. Сначала Prince Royal вступил в дуэль с Gulden Leeuw; когда тот корабль лишился мачты, а половина команды была мертва или ранена, Спрэгг переместился на St George, а Тромп — на Comeetstar. Во второй раз, переходя со St George на Royal Charles, шлюп Спрэгга был поражён пушечным огнём: пушечное ядро, пройдя через корпус St George, ударило о лодку. Адмирал был ранен, но, скорее всего, умер, захлебнувшись в воде, когда его шлюп затонул, как раз перед тем, как добраться до канатов St George, по которым он бы мгновенно взобрался наверх. Шлюп оставался частично на плаву, и когда тело Спрэгга было извлечено из воды, голова и плечи уже вышли из воды, а его руки были так тесно сжаты вокруг бревна, что нужно было приложить большое усилие, чтобы разжать их. Голландский историк военно-морского флота того времени Герард Брандт написал в своей биографии Михаила де Рюйтера: «Это был печальный конец рыцаря Эдварда Спрэгга, самого смелого из всех английских адмиралов, которого уважали его друзья и враги за его мужество и честность и сочувствовали ему из сострадания».
1 февраля 1673 года Спрэгг был избран депутатом парламента Дувра после двух туров голосования, но не дожил до заседания. 16 января 1674 года парламентом было решено, что Спрэгг не был избран, поскольку он незаконно повлиял на выборы; он фактически приказал старому и немощному лоцману одного из его кораблей, который, как он знал, собирался проголосовать за его соперника, чтобы он воздержался от голосования.
Спрэгг был похоронен в северном хоровом коридоре Вестминстерского аббатства, но без памятных знаков, сохранившихся до наших дней. На его могиле была сделана надпись:
```
Сэр Эдвард Спрэгг, рыцарь Его Величества, храбрый и доблестный морской капитан, который потерял свою жизнь в морской битве с голландцами, 1673 г.
```

У него не было детей с женой, но он был отцом двух незаконнорожденных сыновей и одной дочери от любовницы Дороти Деннис.
Эдвард Спрэгг был кузеном Джорджа Легге, позже также ставшего адмиралом.